# Будівля парафіяльного училища (Новочеркаськ)
Будівля парафіяльного училища (рос. Здание приходского училища) — пам'ятка і об'єкт культурної спадщини регіонального значення на вулиці Пушкінській, 26 у Новочеркаську Ростовської області (Росія). Будинок був побудований в кінці XIX століття і зберігся до наших часів. Охоронний статус будівлі присвоєн відповідно до Рішення Ростовського обласної Ради народних депутатів № 325 від 17.12.1992 року.

## Історія
В 1885 році у Новочеркаську був побудований особняк, який пізніше став відомий в місті як будинок парафіяльного училища. Спочатку будинок був власністю вдови козака Ганни Никифорівни Борисової. Згодом ним стала володіти козачка Ганна Михайлівна Похлебина. Будівлю використовували для потреб навчальних закладів — воно здавалося в оренду. Першим закладом, яке стало орендувати цей будинок, стало парафіяльне училище, яке було першим початковим училищем у місті. З появою в місті інших навчальних закладів, парафіяльне училище стало змінювати свої назви. Спочатку воно називалося Верхньо-Новочеркаським, потім стало носити назву Першого парафіяльного училища. У стінах цього закладу навчалися діти парафії Миколаївської церкви. Училище приймало до 150 учнів, які отримували знання безкоштовно. Щорічно на потреби закладу вимагалося 2450 рублів, які виділялися з коштів почесного попечителя, війська Донського і Новочеркаській станиці. 
На початку XX століття в цьому будинку відкрилася Друга жіноча прогімназія, а училище стало розташовуватися в іншому будинку. У 1912 році будинок пристосували під потреби Другого жіночого вищого училища. У нього могли потрапити дівчинки після навчання в початковій школі для вивчення таких предметів, як арифметика, словесність, російська мова, рукоділля, креслення, малювання і багато інших. Потім в школі влаштувалася Третя радянська трудова школа першого ступеня (початкова). 
У 1930-х роках, ця школа стала фабрично-заводської семилеткой № 15. В 1933 році у будинку розташувалася неповна середня школа, в якій навчалися також 7 років. 
Починаючи з 1944 року, у вечірній час в цій будівлі проходили заняття школи робітничої молоді № 1, а з 1949 року ця будівля використовувалася тільки для потреб цієї школи. 
До 2011 року в приміщенні парафіяльного училища розташовувалася вечірня загальноосвітня школа № 1, потім вона перейшла в іншу будівлю, і протягом 4 років приміщення не використовувалося. 
У 2015 там розмістився Центр психолого-педагогічної, медичної та соціальної допомоги «Гармонія».

## Опис
Будівля створена у цегляному стилі. Перший поверх та частково другий поверх рустованы. Міжповерховий пояс служить поділом першого і другого поверхів. На другому поверсі вікна завершуються півциркульними перемичками, на першому поверсі — лучкові арочні перемички.